# Soyedina potteri
Soyedina potteri är en bäcksländeart som först beskrevs av Baumann och Gaufin 1971.  Soyedina potteri ingår i släktet Soyedina och familjen kryssbäcksländor. Inga underarter finns listade i Catalogue of Life.